# Wydział Budownictwa, Architektury i Inżynierii Środowiska Uniwersytetu Zielonogórskiego
Wydział Budownictwa, Architektury i Inżynierii Środowiska Uniwersytetu Zielonogórskiego – jeden z 13 wydziałów Uniwersytetu Zielonogórskiego, utworzony w 2001 wraz z powstaniem uniwersytetu; kształci na sześciu podstawowych kierunkach zaliczanych do nauk technicznych na studiach stacjonarnych i niestacjonarnych.
Wydział Budownictwa, Architektury i Inżynierii Środowiska UZ jest jednostką interdyscyplinarną. W jego ramach znajdują się 2 instytuty i 1 katedra. Aktualnie na wydziale zatrudnionych jest 88 pracowników naukowo-dydaktycznych, w tym 12 na stanowisku profesora zwyczajnego, 16 na stanowisku profesora nadzwyczajnego, 49 na stanowisku adiunkta ze stopniem naukowym doktora oraz 11 na stanowisku asystenta z tytułem magistra. Liczbę pracowników uzupełnia 13 pracowników technicznych oraz 10 pracowników administracji.

## Historia
Historia Wydziału Budownictwa, Architektury i Inżynierii Środowiska UZ zaczęła się 1 października 1968 roku, kiedy to na Wyższej Szkole Inżynierskiej im. Jurija Gagarina w Zielonej Górze powołano do życia trzeci wydział tej uczelni – Wydział Budownictwa Lądowego. Kształcenie studentów na kierunku budownictwo, rozpoczęto w roku akademickim 1968/1969, przyjmując 62 studentów na studia dzienne, 32 na studia wieczorowe oraz 41 na studia zaoczne. Studia prowadzono w specjalności ogólnobudowlanej. W początkowych latach istnienia Wydział był wydatnie wspomagany przez Polski Związek Inżynierów i Techników Budownictwa oraz Zielonogórskie Zjednoczenie Budownictwa, w oparciu o zasoby których prowadzono część zajęć dydaktycznych.
Początkowo wydział miał uprawnienia tylko do kształcenia inżynierów. Lata 1968–1972 to okres budowy podstaw funkcjonowania Wydziału, a więc zatrudnienie i rozwój kadry naukowo-dydaktycznej, organizacja laboratoriów, opracowanie programów kształcenia i skryptów. W 1977 roku zarządzeniem Ministra Nauki i Szkolnictwa Wyższego, Wydział Budownictwa Lądowego przekształcono w Instytut Budownictwa (na prawach wydziału). W roku akademickim 1977/1978 rozpoczęto kształcenie studentów na kierunku inżynieria środowiska.
Na mocy znowelizowanej ustawy o szkolnictwie wyższym, w roku akademickim 1981/1982 nastąpiła reorganizacja uczelni, w wyniku której powrócono do struktur wydziałowych. Powstał wówczas Wydział Budownictwa i Inżynierii Sanitarnej, w ramach którego powołano Instytut Budownictwa i Instytut Inżynierii Sanitarnej w 1982 roku. Dwa lata później na wydziale utworzono trzeci instytut – Instytut Konstrukcji Budowlanych, obok istniejących dotychczas Instytutów: Technologii i Organizacji Budownictwa oraz Inżynierii Sanitarnej. W 1987 roku wydział uzyskał prawo nadawania przez Radę Wydziału stopnia naukowego doktora nauk technicznych w dyscyplinie budownictwo. W 1989 roku odbyła się pierwsza obrona pracy doktorskiej. W 1991 roku Wydział Budownictwa i Inżynierii Sanitarnej zmienił strukturę organizacyjną na katedralno-zakładową. W skład Wydziału weszły: Katedra Konstrukcji Budowlanych, Zakład Mechaniki Budowli, Zakład Architektury, Zakład Geodezji i Geotechniki, Zakład Budownictwa Ogólnego, Zakład Technologii i Organizacji Budownictwa, Katedra Wody, Ścieków i Odpadów, Katedra Ochrony Środowiska oraz Katedra Sieci i Instalacji Sanitarnych.
4 lipca 1996 roku Sejm RP nadał Wyższej Szkole Inżynierskiej nazwę Politechnika Zielonogórska. W skład Wydziału weszły wówczas dwa instytuty: Instytut Budownictwa i Instytut Inżynierii Środowiska. W 2001 roku wraz z utworzeniem Uniwersytetu Zielonogórskiego przez połączenie Politechniki Zielonogórskiej z Wyższą Szkołą Pedagogiczną im. Tadeusza Kotarbińskiego, nastąpiła zmiana nazwy Wydziału na Wydział Inżynierii Lądowej i Środowiska (WILiŚ). Dotychczasową strukturę organizacyjną Wydziału uzupełniono o Instytut Biotechnologii i Ochrony Środowiska. W 2004 roku wydział uzyskał uprawnienia do nadawania stopnia naukowego doktora nauk technicznych w dyscyplinie inżynieria środowiska. Dwa lata później utworzono studia doktoranckie w obu dyscyplinach, dla których wydział posiadał uprawnienia – budownictwa i inżynierii środowiska.
W 2007 roku Wydział Inżynierii Lądowej i Środowiska zmienił ponownie strukturę organizacyjną, wskutek odłączenia Instytutu Biotechnologii i Ochrony Środowiska, na którego bazie utworzono w Uniwersytecie Wydział Nauk Biologicznych. W związku z uruchomieniem od roku akademickiego 2008/2009 kształcenia na kierunku architektura i urbanistyka, do Instytutu Budownictwa włączono Zakład Architektury i Urbanistyki. Zakład ten w roku 2013 przekształcono w Katedrę Architektury i Urbanistyki i wyłączono ze składu Instytutu. W związku z prowadzeniem przez Wydział kształcenia na trzech kierunkach i istnienia w jego strukturze trzech jednostek strukturalnych, w roku 2014 postanowiono zmienić jego nazwę na Wydział Budownictwa, Architektury i Inżynierii Środowiska (WBAiIŚ), pod którą funkcjonuje do czasu obecnego.
W 2013 roku wydział uzyskał prawo nadawania stopnia naukowego doktora habilitowanego nauk technicznych w zakresie budownictwa. Według Ministerstwa Nauki i Szkolnictwa Wyższego wydział posiada kategorię "B".

## Władze Wydziału
W kadencji 2020–2024:
| Stanowisko                 | Imię i nazwisko                       |
| -------------------------- | ------------------------------------- |
| Dziekan                    | dr hab. inż. Anna Bazan-Krzywoszańska |
| Prodziekan ds. Studenckich | dr inż. Krystyna Urbańska             |

## Poczet dziekanów
Wydział Budownictwa Lądowego WSI im. Jurija Gagarina w Zielonej Górze
- 1969–1973: dr inż. Tadeusz Maszkiewicz
- 1973–1977: dr inż. Mikołaj Kłapoć

Instytut Budownictwa WSI im. Jurija Gagarina w Zielonej Górze (na prawach wydziału)
- 1977–1977: dr inż. Mikołaj Kłapoć
- 1978–1980: prof. zw. dr hab. Stanisław T. Kołaczkowski
- 1980–1981: prof. dr hab. inż. Jędrzej Kuczyński
- 1981–1981: dr inż. Mikołaj Kłapoć

Wydział Budownictwa i Inżynierii Sanitarnej WSI im. Jurija Gagarina w Zielonej Górze
- 1981–1987: dr inż. Mikołaj Kłapoć
- 1987–1990: dr hab. inż. Henryk Greinert
- 1990–1996: dr inż. Stanisław Pryputniewicz

Wydział Budownictwa i Inżynierii Sanitarnej Politechniki Zielonogórskiej
- 1996–1996: dr inż. Stanisław Pryputniewicz
- 1996–1999: dr hab. inż. Stanisław Misztal
- 1999–2001: prof. dr hab. inż. Henryk Greinert

Wydział Inżynierii Lądowej i Środowiska Uniwersytetu Zielonogórskiego
- 2001–2002: prof. dr hab. inż. Henryk Greinert
- 2002–2008: prof. dr hab. inż. Tadeusz Kuczyński
- 2008–2014: dr hab. inż. Jakub Marcinowski

Wydział Budownictwa, Architektury i Inżynierii Środowiska Uniwersytetu Zielonogórskiego
- 2014–2016: dr hab. inż. Jakub Marcinowski
- 2016–2019: dr hab. inż. Andrzej Greinert
- 2019–2020: dr hab. inż. Waldemar Szajna
- od 2020: dr hab. inż. Anna Bazan-Krzywoszańska

## Kierunki kształcenia

### Studia I stopnia
Dostępne kierunki:
- Architektura
- Budownictwo
- Inżynieria środowiska
- Geoinformatyka i techniki satelitarne

### Studia II stopnia
Dostępne kierunki:
- Architektura
- Budownictwo
- Inżynieria środowiska

### Studia III stopnia
Dostępne kierunki:
- Budownictwo
- Inżynieria środowiska

### Studia podyplomowe
Dostępne kierunki:
- Gospodarka nieruchomościami
- Stosowanie eurokodów w budownictwie

## Uprawnienia do nadawania stopni naukowych
Wydział Budownictwa, Architektury i Inżynierii Środowiska posiada uprawnienia do nadawania stopnia doktora nauk technicznych w dyscyplinach budownictwo i inżynieria środowiska oraz stopnia doktora habilitowanego w dyscyplinie budownictwo.

## Struktura organizacyjna

### Instytut Architektury i Urbanistyki
Dyrektor: dr hab. inż. arch. Marta Skiba
- Zakład Teorii i Historii Budowy Miast, Sztuk Plastycznych oraz Ochrony Zabytków
- Zakład Teorii i Projektowania Architektonicznego
- Zakład Urbanistyki i Planowania Przestrzennego

### Instytut Budownictwa
Dyrektor: dr hab. inż. Beata Nowogońska
- Zakład Budownictwa Ogólnego i Fizyki Budowli
- Zakład Dróg, Mostów i Kolei
- Zakład Konstrukcji Budowlanych
- Zakład Mechaniki Budowli
- Zakład Technologii Budownictwa, Geotechniki i Geodezji

### Instytut Inżynierii Środowiska
Dyrektor: dr hab. inż. Sylwia Myszograj
- Zakład Sieci i Instalacji Sanitarnych
- Zakład Technologii Wody, Ścieków i Odpadów
- Zakład Geoinżynierii i Rekultywacji
- Zakład Ekologii Stosowanej